# Europameisterschaften im Modernen Fünfkampf 2013
Die 22. Europameisterschaften im Modernen Fünfkampf wurden vom 11. bis 17. Juli 2013 in Drzonków, Polen, ausgetragen.
Es wurden sieben Wettbewerbe ausgetragen, ein Einzel-, Team- und Staffelwettbewerb für Männer und Frauen sowie ein Mixed-Staffelwettbewerb.

## Ergebnisse

### Männer

#### Einzel
| Platz | Sportler                 | Land                   | Punkte |
| ----- | ------------------------ | ---------------------- | ------ |
| 1     | Ádám Marosi              | Ungarn                 | 5916   |
| 2     | Róbert Kasza             | Ungarn                 | 5888   |
| 3     | Alexander Lessun         | Russland               | 5844   |
| 4     | Valentin Prades          | Frankreich             | 5796   |
| 5     | Jean-Maxence Berrou      | Frankreich             | 5788   |
| 6     | Pierpaolo Petroni        | Italien                | 5772   |
| 7     | Christopher Patte        | Frankreich             | 5756   |
| 8     | Riccardo De Luca         | Italien                | 5732   |
| 9     | Pavel Tsikhanau          | Belarus                | 5732   |
| 10    | Deniss Čerkovskis        | Lettland               | 5732   |
| 11    | Justinas Kinderis        | Litauen                | 5724   |
| 12    | Alexander Nobis          | Deutschland            | 5724   |
| 13    | Bartosz Majewski         | Polen                  | 5716   |
| 14    | Pawlo Tymoschtschenko    | Ukraine                | 5712   |
| 15    | Bence Demeter            | Ungarn                 | 5700   |
| 16    | Samuel Weale             | Vereinigtes Königreich | 5692   |
| 17    | Dmytro Kirpuljanskyj     | Ukraine                | 5668   |
| 18    | Fabio Poddighe           | Italien                | 5644   |
| 19    | Maxim Kustow             | Russland               | 5644   |
| 20    | Stanislau Schurauljou    | Belarus                | 5628   |
| 21    | Maurin Holyst            | Frankreich             | 5608   |
| 22    | James Cooke              | Vereinigtes Königreich | 5604   |
| 23    | Nicholas Woodbridge      | Vereinigtes Königreich | 5576   |
| 24    | Stefan Köllner           | Deutschland            | 5540   |
| 25    | Szymon Staśkiewicz       | Polen                  | 5540   |
| 26    | Mikhail Mitsyk           | Belarus                | 5536   |
| 27    | Ilja Frolow              | Russland               | 5512   |
| 28    | Nicola Benedetti         | Italien                | 5512   |
| 29    | Raman Pinchuk            | Belarus                | 5444   |
| 30    | Cristobal Rodríguez      | Spanien                | 5428   |
| 31    | Thomas Daniel            | Österreich             | 5408   |
| 32    | Jan Kuf                  | Tschechien             | 5400   |
| 33    | Paulius Aleksandravicius | Litauen                | 5256   |
| 34    | Blagoy Dimitrov          | Bulgarien              | 5108   |
| 35    | Ruslan Nakonechnyi       | Ukraine                | 4320   |
| 36    | Ondřej Polívka           | Tschechien             | 2936   |

Datum Qualifikation: 14. Juli 2013

Datum Finale: 16. Juli 2013

#### Team
| Platz | Sportler                                                   | Land                   | Punkte |
| ----- | ---------------------------------------------------------- | ---------------------- | ------ |
| 1     | Ádám Marosi Róbert Kasza Bence Demeter                     | Ungarn                 | 17.504 |
| 2     | Valentin Prades Jean-Maxence Berrou Christopher Patte      | Frankreich             | 17.340 |
| 3     | Pierpaolo Petroni Riccardo De Luca Nicola Benedetti        | Italien                | 17.016 |
| 4     | Pavel Tsikhanau Stanislau Schurauljou Mikhail Mitsyk       | Belarus                | 16.896 |
| 5     | Samuel Weale James Cooke Nicholas Woodbridge               | Vereinigtes Königreich | 16.872 |
| 6     | Bartosz Majewski Szymon Staśkiewicz Przemysław Kryczka     | Polen                  | 15.540 |
| 7     | Alexander Lessun Ilja Frolow Roman Diyachkov               | Russland               | 15.540 |
| 8     | Pawlo Tymoschtschenko Dmytro Kirpuljanskyj Yuriy Fedechko  | Ukraine                | 15.508 |
| 9     | Justinas Kinderis Paulius Aleksandravicius Tomas Makarovas | Litauen                | 15.012 |
| 10    | Jan Kuf Ondřej Polívka Michal Sedlecký                     | Tschechien             | 14.216 |

Datum: 16. Juli 2013

#### Staffel
| Platz | Sportler                                               | Land                   | Punkte |
| ----- | ------------------------------------------------------ | ---------------------- | ------ |
| 1     | Valentin Belaud Geoffrey Megi Valentin Prades          | Frankreich             | 6190   |
| 2     | Jan Kuf Ondřej Polívka Michal Sedlecký                 | Tschechien             | 6150   |
| 3     | James Cooke Joseph Evans Samuel Curry                  | Vereinigtes Königreich | 6112   |
| 4     | Mikhail Mitsyk Pavel Tsikhanau Stanislau Schurauljou   | Belarus                | 6090   |
| 5     | Pawlo Kirpuljanskyj Pavlo Zvedeniuk Oleksandr Mordasov | Ukraine                | 6076   |
| 6     | Dmitry Lukach Maxim Sherstuk Maksim Kuznetsov          | Russland               | 6000   |
| 7     | Stefan Köllner Eric Krüger Matthias Sandten            | Deutschland            | 5714   |
| 8     | Szymon Staśkiewicz Bartosz Majewski Remigiusz Golis    | Polen                  | 4274   |

Datum: 12. Juli 2013

### Frauen

#### Einzel
| Platz | Sportler                | Land                   | Punkte |
| ----- | ----------------------- | ---------------------- | ------ |
| 1     | Zsófia Földházi         | Ungarn                 | 5452   |
| 2     | Ganna Buriak            | Ukraine                | 5416   |
| 3     | Anastasiya Spas         | Ukraine                | 5384   |
| 4     | Freyja Prentice         | Vereinigtes Königreich | 5360   |
| 5     | Laura Asadauskaitė      | Litauen                | 5288   |
| 6     | Annika Schleu           | Deutschland            | 5284   |
| 7     | Samantha Murray         | Vereinigtes Königreich | 5280   |
| 8     | Lena Schöneborn         | Deutschland            | 5280   |
| 9     | Olga Shishlova          | Lettland               | 5256   |
| 10    | Kate French             | Vereinigtes Königreich | 5244   |
| 11    | Donata Rimšaitė         | Russland               | 5224   |
| 12    | Mhairi Spence           | Vereinigtes Königreich | 5216   |
| 13    | Oktawia Nowacka         | Polen                  | 5204   |
| 14    | Claudia Cesarini        | Italien                | 5180   |
| 15    | Tatsiana Elizarova      | Belarus                | 5160   |
| 16    | Leila Gyenesei          | Ungarn                 | 5152   |
| 17    | Wiktorija Tereschtschuk | Ukraine                | 5140   |
| 18    | Jeļena Rubļevska        | Lettland               | 5116   |
| 19    | Barbora Kodedová        | Tschechien             | 5104   |
| 20    | Ludmila Kukushkina      | Russland               | 5060   |
| 21    | Iryna Khokholova        | Ukraine                | 5044   |
| 22    | Alice Fakhrutdinova     | Russland               | 5008   |
| 23    | Lavinia Bonessio        | Italien                | 4992   |
| 24    | Katarzyna Wójcik        | Polen                  | 4952   |
| 25    | Lenka Bílková           | Tschechien             | 4944   |
| 26    | Gloria Tocchi           | Italien                | 4904   |
| 27    | Aleksandra Skarżyńska   | Polen                  | 4884   |
| 28    | Lina Batulevičiūtė      | Litauen                | 4836   |
| 29    | Ronja Döring            | Deutschland            | 4832   |
| 30    | Laura Salminen          | Finnland               | 4756   |
| 31    | Krisztina Cseh          | Ungarn                 | 4696   |
| 32    | Claudia Knack           | Deutschland            | 4676   |
| 33    | Natalie Dianová         | Tschechien             | 4648   |
| 34    | Jekaterina Churaskina   | Russland               | 3932   |
| 35    | Élodie Clouvel          | Frankreich             | 2124   |
| 36    | Marharyta Maseikava     | Belarus                | 0      |

Datum Qualifikation: 13. Juli 2013

Datum Finale: 15. Juli 2013

#### Team
| Platz | Sportler                                                 | Land                   | Punkte |
| ----- | -------------------------------------------------------- | ---------------------- | ------ |
| 1     | Samantha Murray Kate French Mhairi Spence                | Vereinigtes Königreich | 15.740 |
| 2     | Hanna Burjak Wiktorija Tereschtschuk Iryna Khokholova    | Ukraine                | 15.600 |
| 3     | Annika Schleu Lena Schöneborn Ronja Döring               | Deutschland            | 15.396 |
| 4     | Zsófia Földházi Leila Gyenesei Krisztina Cseh            | Ungarn                 | 15.300 |
| 5     | Claudia Cesarini Lavinia Bonessio Gloria Tocchi          | Italien                | 15.076 |
| 6     | Oktawia Nowacka Katarzyna Wójcik Aleksandra Skarżyńska   | Polen                  | 15.040 |
| 7     | Barbora Kodedová Lenka Bílková Natalie Dianová           | Tschechien             | 14.696 |
| 8     | Donata Rimšaitė Ludmila Kukushkina Jekaterina Churaskina | Russland               | 14.216 |
| 9     | Tatsiana Elizarova Marharyta Maseikava Hanna Wassiljonak | Belarus                | 12.644 |

Datum: 15. Juli 2013

#### Staffel
| Platz | Sportler                                                  | Land                   | Punkte |
| ----- | --------------------------------------------------------- | ---------------------- | ------ |
| 1     | Samantha Murray Kate French Katy Burke                    | Vereinigtes Königreich | 5340   |
| 2     | Katarzyna Wójcik Oktawia Nowacka Aleksandra Skarżyńska    | Polen                  | 5282   |
| 3     | Claudia Knack Annika Schleu Lena Schöneborn               | Deutschland            | 5262   |
| 4     | Tatsiana Elizarova Hanna Vasilionak Katsiaryna Arol       | Belarus                | 5252   |
| 5     | Lenka Bílková Natalie Dianová Barbora Kodedová            | Tschechien             | 5070   |
| 6     | Alice Fakhrutdinova Olga Karmanchikova Anna Savchenko     | Russland               | 5042   |
| 7     | Naomi Mullins Sive Elizabeth Brassil Kate Coleman-Lenehan | Irland                 | 4618   |

Datum: 11. Juli 2013

### Mixed

#### Staffel
| Platz | Sportler                                      | Land                   | Punkte |
| ----- | --------------------------------------------- | ---------------------- | ------ |
| 1     | Wiktorija Tereschtschuk Pawlo Tymoschtschenko | Ukraine                | 5846   |
| 2     | Donata Rimšaitė Alexander Lessun              | Russland               | 5836   |
| 3     | Laura Asadauskaitė Justinas Kinderis          | Litauen                | 5810   |
| 4     | Katarzyna Wójcik Szymon Staśkiewicz           | Polen                  | 5718   |
| 5     | Kate French James Cooke                       | Vereinigtes Königreich | 5654   |
| 6     | Jeļena Rubļevska Deniss Čerkovskis            | Lettland               | 5578   |
| 7     | Tatsiana Elizarova Raman Pinchuk              | Belarus                | 5578   |
| 8     | Lucie Grolichová David Kindl                  | Tschechien             | 5526   |
| 9     | Lena Schöneborn Alexander Nobis               | Deutschland            | 5524   |
| 10    | Élodie Clouvel Christopher Patte              | Frankreich             | 5476   |

Datum: 17. Juli 2013

## Medaillenspiegel
| Platz  | Land                   | Gold | Silber | Bronze | Gesamt |
| ------ | ---------------------- | ---- | ------ | ------ | ------ |
| 1      | Ungarn                 | 3    | 1      | –      | 4      |
| 2      | Vereinigtes Königreich | 2    | –      | 1      | 3      |
| 3      | Ukraine                | 1    | 2      | 1      | 4      |
| 4      | Frankreich             | 1    | 1      | –      | 2      |
| 5      | Russland               | –    | 1      | 1      | 2      |
| 6      | Polen                  | –    | 1      | –      | 1      |
| 6      | Tschechien             | –    | 1      | –      | 1      |
| 8      | Deutschland            | –    | –      | 2      | 2      |
| 9      | Italien                | –    | –      | 1      | 1      |
| 9      | Litauen                | –    | –      | 1      | 1      |
| Gesamt | Gesamt                 | 7    | 7      | 7      | 21     |